# Chronologie des faits économiques et sociaux dans les années 1300
Chronologie de l'économie
Années 1290 - Années 1300 - Années 1310

## Événements
- 1300 : frappe du denier d’argent en Bohême (Gros de Prague)[1].

- Vers 1300 : mise en valeur de la basse vallée de l’Elbe, du delta de la Vistule et de la vallée de Netze par des colons allemands[2].
- Vers 1300-1340, le séfarade Ezmel d’Ablitas est le banquier des rois de Navarre et d’Aragon et de l’évêque de Pampelune[3].
- 1300-1305 : les Juifs de Barcelone investissent dans le grand négoce maritime[3].
- 1302 : dévaluation en Égypte. Le ducat de Venise est utilisé sur les marchés d’Alexandrie comme unité de compte en 1302[4].
- 1302 :  soulèvement de la Flandre dirigé par le tisserand Pieter de Coninck. La chevalerie française est écrasée par les tisserands de Flandre, simples fantassins, à Courtrai[5].
- 1308-1309 : Bordeaux exporte 850 000 hectolitres de vin[6] vers l’Europe du Nord[7], particulièrement l’Angleterre, où la viticulture recule durant le XIVe siècle.